# Partit Radical (Demòcrata-Radical)
El Partit Radical, o més formalment Partit Demòcrata-Radical va ser una formació política espanyola de l'últim terç del segle xix. Va sorgir en 1871 com a resultat de la descomposició del Partit Progressista, després de l'assassinat del seu líder, Joan Prim i Prats. Va ser actiu sobretot durant el període del Sexenni Democràtic.
A la mort de Prim, i amb la monarquia d'Amadeu ja establerta, el Partit Progressista es va escindir en dues ales, que donarien lloc als dos partits dominants del període. L'ala dreta, sota el lideratge de Sagasta, es va unir a membres de la Unió Liberal per a formar el Partit Constitucional. L'ala esquerra, seguint a Manuel Ruiz Zorrilla, es va unir al sector monàrquic del Partit Democràtic (anomenat los cimbrios, amb Cristino Martos Balbi) per a formar el Partit Radical.
D'aquesta forma, el Partit Radical va formar l'ala esquerra del sistema polític lleial a la monarquia d'Amadeu. Com a tal, va formar govern sota la presidència de Ruiz Zorrilla, introduint diverses reformes, en general fracassades o d'èxit parcial. Amb la proclamació de la República, Ruiz Zorrilla va acompanyar Amadeu a l'exili, i el partit va practicar el retraïment. Durant la dictadura republicana de Serrano, el partit va col·laborar amb el govern, sota el lideratge de Martos. Amb la Restauració, el partit va iniciar una ràpida dissolució, i els seus membres es van repartir entre els diversos partits monàrquics d'esquerra i republicans. Ruiz Zorrilla va fundar el Partit Republicà Progressista, mentre Martos va acabar per unir-se al Partit Liberal de Sagasta.
El Partit Radical (o Partit Republicà Radical) fundat en 1908 per Alejandro Lerroux mancava de qualsevol vinculació orgànica o personal amb l'antic Partit Radical del Sexenni Democràtic, i ha de considerar-se com un partit distint.